# Чілік (річка)
Чілік (каз. Шілік, Шелек) — річка у Кегенському й Єнбекшиказахському районах Алматинської області Казахстану, ліва притока річки Ілі.

## Загальна інформація
Починається на південному схилі Заілійського Алатау, в Ілійській котловині розділяється на два рукави — Кур-Чілік та Ульхун-Чілік. Впадає до Капчагайського водосховища. Довжина річки — 245 км, площа басейну — 4 980 км². Живлення — льодовиково-снігове, середня витрата води на відстані 63 км від гирла (біля с. Малибай) — 32,2 м³/сек. Води річки використовуються для зрошення.
Основні притоки: Жинишке, Каїнди, Кольсай, Майбулак, Сарибулак, Сати, Талди та інші. На берегах річки розміщуються аули Бартогай, Жаланаш, Каражота, Кишижаланаш, Масак, Шилик. Частина води подається до каналу Ульхен Алмати. Околиці річки та побут населення досліджені Ш. Уаліхановим, котрий був там у 1856 році.